# Bois des Forts
Het Bois des Forts is een natuur- en recreatiegebied voor de stad Duinkerke, gelegen in de tot het Noorderdepartement behorende plaats Koudekerke-Dorp.
Oorspronkelijk was hier een moerasgebied dat werd ontwaterd om als tuinbouwgebied dienst te doen. Tijdens de jaren '70 van de 20e eeuw werd hier een bos van 350 ha aangelegd. Hoewel het tevens een gebied is waar men kan wandelen en fietsen, is het gebied ook een verblijfplaats voor een aantal bijzondere planten- en diersoorten.
De twee forten waar het bos naar vernoemd is zijn het Fort Louis in het noorden en het Fort Vallières in het midden.